# (10529) Giessenburg
(10529) Giessenburg (1990 WQ4) – planetoida z pasa głównego asteroid okrążająca Słońce w ciągu 3,38 lat w średniej odległości 2,25 j.a. Odkryta 16 listopada 1990 roku.